# Ray Wise
Raymond Herbert Wise (Akron, Ohio; 20 de agosto de 1947), más conocido como Ray Wise, es un actor estadounidense, famoso por interpretar a Leland Palmer, uno de los personajes más importantes de la serie de culto Twin Peaks y por participar como el padre de Robin Scherbatsky en la serie de comedia How I Met Your Mother, siendo además un actor secundario habitual en el cine estadounidense.

## Biografía
Nació en Akron, Ohio, y asistió a la Universidad Estatal Kent en Kent, Ohio. 
Es de origen rumano por parte de su madre, se crio en una familia religiosa, durante su infancia fue un romano Bautista en la iglesia en Akron, Ohio, y más tarde se trasladó a un metodista religioso.
Wise está casado con la actriz Kass McClaskey, con la que tiene dos hijos: Gannon (nacido en 1985), y una hija, Kyna aka DJ Kyna (nacida en 1987). Actualmente reside en Glendale, California.

## Carrera
En los años sesenta y setenta, Wise interpretó a un abogado de Jamie Rollins en la telenovela, Love of Life. Él interpretó el personaje del Dr. Alec Holland en la película de 1982 Swamp Thing, dirigida por Wes Craven y basado en el cómic del mismo nombre. Dr. Holland es el hombre que se convierte en el personaje principal después de su laboratorio que es destruido y dado por muerto. El personaje real de Swamp Thing fue interpretado por Dick Durock. 
En 1985, Wise interpretó a Sol Gann, padre Natty Gann padre en El viaje de Natty Gann, dirigido por Jeremy Paul Kagan. En 1987, fue Leon C. Nash en RoboCop. Además de Twin Peaks, Wise ha desempeñado varios papeles en la ciencia ficción.
Él hizo una aparición como Liko en el Star Trek: The Next Generation "del episodio Quién vigila a los vigilantes", y más tarde interpretó a Arturis en el Star Trek: Voyager episodio "esperanza y el miedo". 
Interpretó el papel de Dalton Voss en la película The Chase.
Desempeñó el papel del padre de Bart, Harrison en la película La batalla de Shaker Heights. También desempeñó el papel de Jack Taggart en la película de terror Jeepers Creepers 2. 
También es conocido por dar voz a Michael Dugan, presidente de los Estados Unidos, en el videojuego Command & Conquer: Red Alert 2 y su expansión la venganza de Yuri. Él apareció en la Temporada 7 episodio 'The Flame' de Diagnóstico asesinato.
Él también apareció en tres episodios de Tim and Eric, en el episodio llamado gran trabajo! como Grill Vogel, el presentador de una serie de videos instructivos ficticio llamado "Abrazos de negocios."
Él interpretó el padre agobiado en la película de terror Dead End.
En 1995, Wise se reunió con Twin Peaks en el elenco de compañero de Sherilyn Fenn en el telefilme NBC Liz: La historia de Elizabeth Taylor. Wise interpretó en 1950 CBS News ancla a Don Hollenbeck en la película de 2005 Good Night, and Good Luck. También interpretó al diablo en la serie de televisión Reaper.
En los últimos años, Wise ha aparecido en un número de serie de televisión de temática política y el cine. Él apareció brevemente en el ala del oeste como California gobernador Gabriel "Gabe" Tillman, e interpretó el vicepresidente Hal Gardner en el ganador de un Emmy Fox la serie 24 en 2006. 
En agosto de 2006, Wise hizo una aparición en la serie de televisión Bones en la cadena Fox como el principal sospechoso del primer episodio de la segunda temporada ("El Titán en las canciones"), y en el episodio piloto de Burn Notice. 
En el episodio 6 de febrero de Ley y orden: Unidad de víctimas especiales, invitado Wise hizo el papel del jefe de una compañía de pruebas de pesticidas en los niños pequeños. Wise también es estrella invitada en dos episodios de The Closer, como el abogado de Tom Blanchard. 
Actuó en Charmed como el demonio de nivel superior Ludlow, quien dirige una escuela para la fuente de todo mal en el episodio de "Lost and Bound". También tuvo un pequeño papel en un episodio de la sexta temporada de Dawson crece, interpretan a Roger Stepateck. Wise también protagonizó la película original SyFy "infestación" se estrenó en agosto de 2009. 
También fue estrella invitada en Psych e interpretó a Avery en un thriller psicológico, película Iodine de 2009. 
En 2010, en un episodio especial de Psych titulado "Agujas de doble", se unió a sus compañeros de Twin Peaks: Dana Ashbrook, Robyn Lively, Lenny Von Dohlen, Sheryl Lee, Catherine E. Coulson y Sherilyn Fenn en una parodia de Twin Peaks.
Como actor de voz, interpretó a Perry White en la película Superman: Doomsday.
Ese mismo año Wise fue invitado en la serie de televisión Dollhouse como Howard, un alto en la organización de Dollhouse. Él estrellas en Kyle Rankins posapocalíptica del cine de terror thriller de familia nuclear. Reyes será la protagonista de la iniciativa de la próxima película de suspenso de Mike Mendez Ov3rk! ll. </ref> Wise will star in the lead of the upcoming Mike Mendez thriller film Ov3rk!ll.
Él también apareció en la temporada 4 de Chuck.
En el año 2011, interpretó el papel de secretario de Estado de Estados Unidos en X-Men: primera generación. 
En 2010 y 2012 también interpretó a Ed Baxter en la serie de televisión Mad Men. En 2016 interpretó al comisionado Gordon en la película animada Batman: The Killing Joke, adaptación del cómic del mismo nombre.

## Filmografía

### Series de televisión
| Año                   | Título                            | Personaje                              | Notas |
| --------------------- | --------------------------------- | -------------------------------------- | --- |
| 2019                  | Chilling Adventures of Sabrina    | The Anti-Pope                          | 1 episodios |
| 2017                  | Fargo                             | Paul Marrane                           | 2 episodios |
| 2017-presente         | Twin Peaks                        | Leland Palmer                          | 2 episodios |
| 2015 - presente       | Fresh Off The Boat                | Marvin                                 | 21 episodios |
| 2016                  | Gilmore Girls: A Year in the Life | Jack Smith                             | 3 episodios - miniserie |
| 2016                  | Comedy Bang! Bang!                | Dr. Frankenstein Psicólogo             | episodio "Allison Janney Wears a Chambray Western Shirt and Suede Fringe Boots" episodio "Tegan and Sara Wear Leather Jackets and Skinny Jeans" |
| 2016                  | Broken                            | Gene                                   | 2 episodios |
| 2016                  | Adam Ruins Everything             | Ejecutivo de Netflix                   | episodio "Adam Ruins Hollywood" |
| 2016                  | Relationship Status               | Padre de Grace                         | episodio "The Catch" |
| 2016                  | Hitting the Breaks                | Theodore Montclair                     | 2 episodios |
| 2015 - 2016           | Agent Carter                      | Hugh Jones                             | 4 episodios |
| 2014 - 2016           | The Young and the Restless        | Ian Ward                               | 56 episodios |
| 2013 - 2015           | Newsreaders                       | Skip Reming                            | 19 episodios |
| 2010, 2012-2013, 2015 | Mad Men                           | Ed Baxter                              | 5 episodios |
| 2014                  | Deadbeat                          | Mayor Meyer                            | episodio "Sixty Feet Under" |
| 2014                  | Farmed and Dangerous              | Buck Marshall                          | 4 episodios - miniserie |
| 2014 2013             | Kroll Show                        | Padre de Wendy Ejecutivo               | episodio "Finger Magnets" 2 episodios |
| 2011, 2013 - 2014     | How I Met Your Mother             | Robin Scherbatsky Sr.                  | 6 episodios |
| 2014 2009 - 2010      | Psych                             | Juez Horace Leland Padre Peter Westley | episodio "Remake A.K.A. Cloudy... With a Chance of Improvement" 2 episodios                                                                     |
| 2013                  | High School USA!                  | Seymour Barren Padre de Cassandra      | 2 episodios episodio "Heroes" |
| 2013                  | Twisted Tales                     | Mongo, el Magnífico                    | episodio "Mongo's Magik Mirror" |
| 2013                  | Perception                        | Martin Sullivan                        | episodio "Toxic" |
| 2013                  | Body of Proof                     | Michael Davis                          | episodio "Mob Mentality" |
| 2012                  | Criminal Minds                    | John Nelson                            | episodio "God Complex" |
| 2012                  | Rizzoli & Isles                   | Juez Eugene Allen                      | episodio "Crazy for You" |
| 2012                  | The Mentalist                     | Dennis Victor                          | episodio "Red Rover, Red Rover" |
| 2012                  | Holliston                         | Landlord                               | episodio "Camera Rental: Part 1" |
| 2012                  | NCIS                              | Wayne Tobett                           | episodio "Secrets" |
| 2011                  | Easy to Assemble                  | Hendrik                                | 3 episodios |
| 2011                  | 90210                             | Dean Thomas                            | episodio "It's the Great Masquerade, Naomi Clark"                                                                                               |
| 2011                  | Workaholics                       | Kyle Walsh                             | episodio "Model Kombat" |
| 2011                  | Wilfried                          | Colt St. Cloud                         | episodio "Identity" |
| 2011                  | Chuck                             | Riley                                  | 3 episodios |
| 2011                  | Mr. Sunshine                      | Macaulay                               | episodio "Heather's Sister" |
| 2011                  | Hawaii Five-0                     | Morris Brown                           | episodio "Powa Maka Moana" |
| 2010                  | The Good Guys                     | Buddy                                  | episodio "Common Enemies" |
| 2010                  | Suitemates                        | Hans Ahnnansoahnn                      | 2 episodios |
| 2010                  | Castle                            | Bobby Fox                              | episodio "Suicide Squeeze" |
| 2009                  | Dollhouse                         | Howard Lipman                          | episodio "The Left Hand" |
| 2009                  | Drop Dead Diva                    | Frank Dodd                             | episodio "What If?" |
| 2007 - 2009           | Reaper                            | El Diablo                              | 31 episodios |
| 2009                  | Numb3rs                           | Mitch Langford                         | episodio "Guilt Trip" |
| 2008                  | Tim and Eric Awesome Show..       | Grill Vogel                            | 2 episodios |
| 2007                  | Burn Notice                       | Mr. Pyne                               | episodio "Pilot" |
| 2007                  | Six Degrees                       | Henry Crane                            | episodio "Sedgewick's" |
| 2007                  | Shark                             | Lloyd Holcomb                          | episodio "Starlet Fever" |
| 2007                  | Law & Order: Special Victims Unit | Roger Hanley                           | episodio "Loophole" |
| 2006                  | Bones                             | Rick Turco                             | episodio "The Titan on the Track" |
| 2006                  | The Closer                        | Tom Blanchard                          | 2 episodios |
| 2006                  | CSI: Crime Scene Investigation    | Ernest Chase                           | episodio "Rashomama" |
| 2006                  | 24                                | Vpdte. Hal Gardner                     | 6 episodios |
| 2005                  | The West Wing                     | Gobernador Tillman                     | episodio "La Palabra" |
| 2004                  | JAG                               | Marvin Bolton                          | episodio "Retrial" |
| 2003                  | Dawson's Creek                    | Roger Stepavich                        | episodio "All the Right Moves" |
| 2002                  | Presidio Med                      | -                                      | episodio "Milagros" |
| 2002                  | She Spies                         | Embajador Blaine                       | episodio "Daddy's Girl" |
| 2002                  | Charmed                           | Ludlow                                 | episodio "Lost and Bound" |
| 2001                  | Dead Last                         | Robert Cahill                          | episodio "Jane's Exit" |
| 2001                  | Judging Amy                       | Atty. Rhodes                           | episodio "The Last Word" |
| 2001                  | V.I.P.                            | Juez Kreiger                           | episodio "Bodyguards" |
| 2000 - 2001           | Resurrection Blvd.                | Jack Mornay                            | 12 episodios |
| 2000                  | Popular                           | Barton                                 | episodio "What Makes Sammy Run" |
| 2000                  | Profiler                          | James Perrone                          | episodio "Quid Pro Quo" |
| 1999                  | Diagnosis Murder                  | John Parkinson                         | episodio "The Flame" |
| 1998                  | Sports Night                      | Evans                                  | episodio "Mary Pat Shelby" |
| 1998                  | Vengeance Unlimited               | Jack Schiller                          | episodio "Cruel and Unusual" |
| 1998                  | Beverly Hills, 90210              | Daniel Hunter                          | 2 episodios |
| 1998                  | Star Trek: Voyager                | Arturis                                | episodio "Hope and Fear" |
| 1998                  | The Wonderful World of Disney     | Randolph Pratt                         | episodio "The Garbage Picking Field Goal Kicking Philadelphia Phenomenon"                                                                       |
| 1997 - 1998           | Sleepwalkers                      | McCaig                                 | 2 episodios |
| 1996 - 1997           | Savannah                          | Edward Burton                          | 34 episodios |
| 1995                  | Courthouse                        | Congresista Laderman                   | episodio "One flew over the Courthouse" |
| 1995                  | Dream On                          | Maddox March                           | episodio "Significant Author" |
| 1994                  | The Larry Sanders Show            | Lloyd Simon                            | episodio "You're Having My Baby" |
| 1994                  | Walker, Texas Ranger              | Garrett Carlson                        | episodio "Stolen Lullaby" |
| 1993 - 1994           | Second Chances                    | Juez Jim Stinson                       | 6 episodios |
| 1993                  | The Secrets of Lake Success       | Henry Fleming                          | 3 episodios - miniserie |
| 1992                  | Swamp Thing                       | Guthrie                                | episodio "Never Alone" |
| 1990-1991             | Twin Peaks                        | Leland Palmer                          | 18 episodios |
| 1989                  | Jake and the Fatman               | Harry McGinn                           | episodio "Dancing in the Dark" |
| 1989                  | Star Trek: The Next Generation    | Liko                                   | episodio "Who Watches the Watchers" |
| 1989                  | Moonlighting                      | Asesino                                | episodio "Eine Kleine Nacht Murder" |
| 1988                  | L.A. Law                          | Walter Platt                           | 2 episodios |
| 1988                  | Knots Landing                     | El comerciante                         | 5 episodios |
| 1987                  | Private Eye                       | Senador McNeill                        | episodio "Blue Movie" |
| 1987                  | Beauty and the Beast              | Tom                                    | episodio "Once Upon a Time" |
| 1986                  | Hunter                            | Alex Parker                            | episodio "Crime of Passion" |
| 1986                  | The Colbys                        | Spiro Koralis                          | 5 episodios |
| 1986                  | Stingray                          | Dr. John Whitaker                      | episodio "Ether" |
| 1986                  | Airwolf                           | Victor Resnick                         | episodio "Hawke's Run" |
| 1986                  | Scarecrow and Mrs. King           | Frank Duran                            | episodio "The Pharoah's Engineer" |
| 1985                  | The A-Team                        | Phillip Chadway                        | episodio "Lease with an Option to Die" |
| 1984                  | Remington Steele                  | Schwimmer                              | episodio "A Pocketful of Steele" |
| 1984                  | Riptide                           | Les Carter                             | episodio "Beat the Box" |
| 1984                  | Trapper John, M.D.                | Dr. Henry Speiner                      | episodio "Aunt Mildred Is Watching" |
| 1984                  | Hart to Hart                      | Dick Braddon                           | episodio "Larsen's Last Jump" |
| 1984                  | Emerald Point N.A.S.              | Travis                                 | 2 episodios |
| 1984                  | Blue Thunder                      | J.D. Kraft                             | episodio "Payload" |
| 1984                  | T.J. Hooker                       | Harrison Mackenzie                     | episodio "Hot Property" |
| 1983                  | The Mississippi                   | Cole                                   | episodio "Joey" |
| 1982 - 1983           | Days of Our Lives                 | Hal Rummley                            | - |
| 1982                  | Dallas                            | Blair Sullivan                         | 8 episodios |
| 1981                  | Lou Grant                         | Bart Franklin                          | episodio "Strike" |
| 1978                  | Barnaby Jones                     | Malcolm Elliot                         | episodio "Stages of Fear" |
| 1978                  | Charlie's Angels                  | Evan Wilcox                            | episodio "Winning Is for Losers" |
| 1970 - 1976           | Love of Life                      | Jamie Rawlins                          | - |

### Películas
| Año  | Título                                            | Personaje               | Notas     |
| ---- | ------------------------------------------------- | ----------------------- | --------- |
| 2016 | Star Trek: Captain Pike                           | Almirante Joshua Pike   |           |
| 2016 | Batman: The Killing Joke                          | Comisionado Gordon      | Telefilme |
| 2016 | All the Way                                       | Senador Everett Dirksen |           |
| 2015 | The Lazarus Effect                                | Mr. Wallace             |           |
| 2014 | Twin Peaks: The Missing Pieces                    | Leland Palmer           |           |
| 2013 | Brother's Keeper                                  | Herbert Leemaster       |           |
| 2013 | Revelation Road 2: The Sea of Glass and Fire      | Frank                   |           |
| 2013 | Revelation Road: The Beginning of the End         | Frank                   |           |
| 2012 | Atlas Shrugged II: The Strike                     | Thompson                |           |
| 2012 | The Butterfly Room                                | Nick                    |           |
| 2012 | FDR: American Badass!                             | Douglas MacArthur       |           |
| 2012 | Tim and Eric's Billion Dollar Movie               | Dr. Doone Struts        |           |
| 2011 | Rosewood Lane                                     | Det. Danny Briggs       |           |
| 2011 | X: First Class                                    | Secretario del Estado   |           |
| 2009 | Pandemic                                          | General Matthews        |           |
| 2008 | One Missed Call                                   | Ted Summers             |           |
| 2007 | Superman/Doomsday                                 | Perry White             |           |
| 2007 | 7-10 Split                                        | Buddy Kendrick          |           |
| 2007 | The Flock                                         | Bobby Stiles            |           |
| 2007 | Robocop: Villains of Old Detroit                  | Leon C. Nash            |           |
| 2006 | Peaceful Warrior                                  | Doctor Hayden           |           |
| 2005 | Good Night, and Good Luck                         | Don Hollenbeck          |           |
| 2005 | Jane Doe: The Wrong Face                          | Fleming                 |           |
| 2003 | Jeepers Creepers II                               | Jack Taggart Sr.        |           |
| 2003 | Windfall                                          | John Wescott            |           |
| 2003 | Dead End                                          | Frank Harrington        |           |
| 2002 | Landspeed                                         | Brian Sanger            |           |
| 2001 | Two Can Play That Game                            | Bill Parker             |           |
| 1998 | Evasive Action                                    | Sheriff Wes Blaidek     |           |
| 1995 | Powder                                            | Dr. Aaron Stripler      |           |
| 1995 | Liz: The Elizabeth Taylor Story                   | Mike Todd               |           |
| 1994 | The Crew                                          | Charles Pierce          |           |
| 1994 | Body Shot                                         | Dwight Frye             |           |
| 1994 | The Chase                                         | Dalton Voss             |           |
| 1993 | Rising Sun                                        | Senador John Morton     |           |
| 1992 | Sunstroke                                         | Larry                   |           |
| 1992 | Bob Roberts                                       | Chet MacGregor          |           |
| 1992 | Twin Peaks: Fire Walk with Me                     | Leland Palmer           |           |
| 1991 | Write to Kill                                     | Mark Gaston             |           |
| 1990 | The Rift                                          | Robbins                 |           |
| 1989 | Season of Fear                                    | Fred Drummond           |           |
| 1988 | The Taking of Flight 847: The Uli Derickson Story | Phil Maresca            |           |
| 1987 | RoboCop                                           | Leon C. Nash            |           |
| 1985 | The Journey of Natty Gann                         | Sol Gann                |           |
| 1985 | Seduced                                           | Bartecki                |           |
| 1985 | Condor                                            | Christopher Proctor     |           |
| 1982 | Cat People                                        | Hombre                  |           |
| 1982 | Swamp Thing                                       | Dr. Alec Holland        |           |
| 1980 | Dallas Cowboys Cheerleaders II                    | Doctor Simmons          |           |

### Videojuegos
| Año  | Título                            | Personaje                | Notas |
| ---- | --------------------------------- | ------------------------ | ----- |
| 2001 | Command & Conquer: Yuri's Revenge | Presidente Michael Dugan |       |
| 2000 | Command & Conquer: Red Alert 2    | Presidente Michael Dugan |       |

## Premios y nominaciones
| Año  | Categoría                                             | Premio             | Serie                      | Resultado |
| ---- | ----------------------------------------------------- | ------------------ | -------------------------- | --------- |
| 2015 | Outstanding Special Guest Performer in a Drama Series | Daytime Emmy Award | The Young and the Restless | Ganó      |